# Giambattista Brustolon
 (septembre 2023).
Le contenu est difficilement compréhensible vu les erreurs de traduction, qui sont peut-être dues à l'utilisation d'un logiciel de traduction automatique.
Giambattista Brustolon (ou Giovanni Battista Brostoloni) est un graveur italien, né à Venise en 1712 et mort dans la même ville le 16 octobre 1796.

## Biografphie
Fils de Gioatà Brustolon, bellunois d'origine, à partir du 1739 Giambattista fréquenta l'atelier de gravure de Giuseppe Wagner, qui était une référence pour les graveurs vénitiens les plus importants de l'époque.

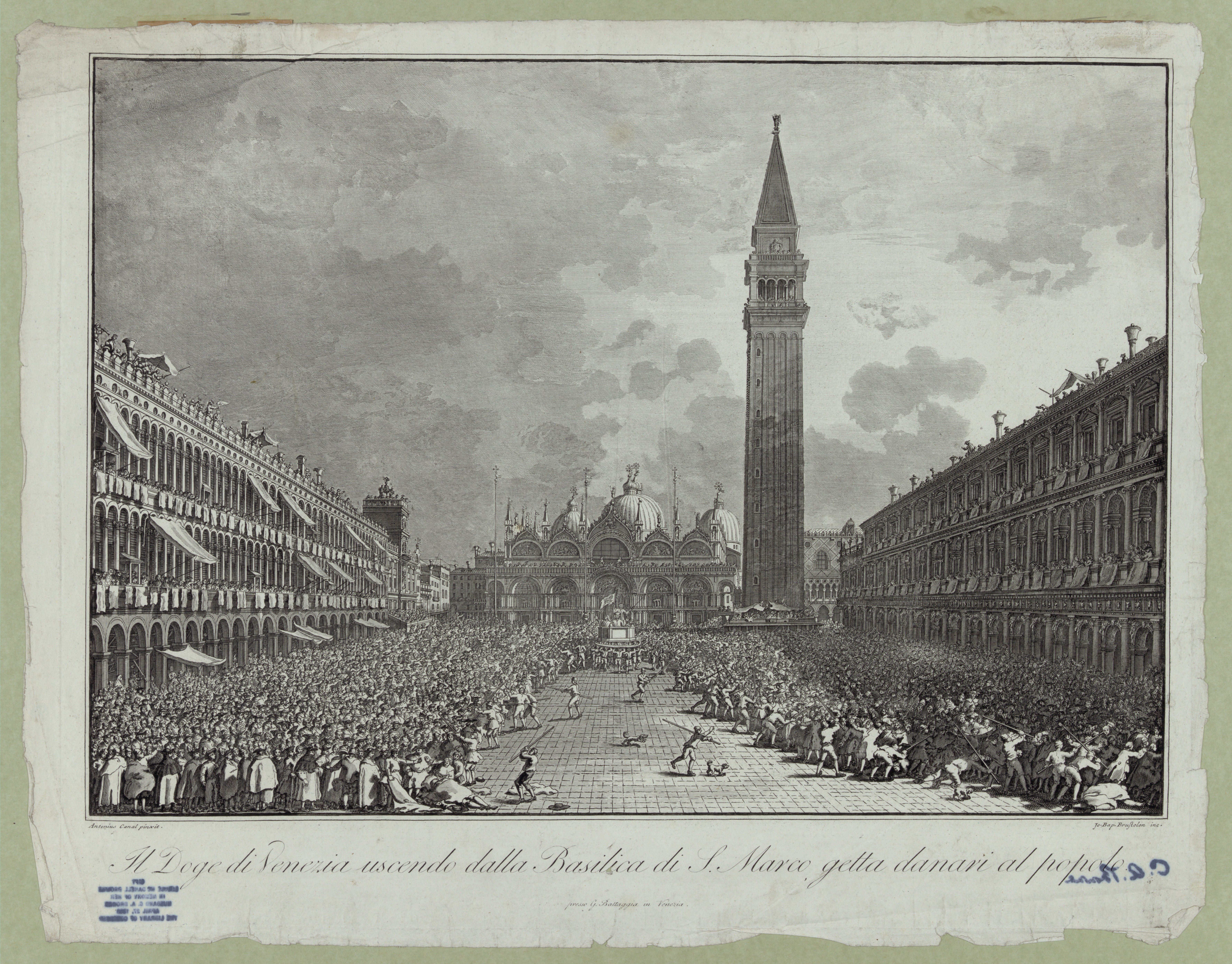
Le doge sur la place San Marco donne de l'argent au peuple, gravure (Library of Congress)

### Les fêtes vénitiennes
Pour le compte du marchand d'estampes et éditeur Lodovico Furlanetto, le peintre Canaletto fit douze dessins de fêtes traditionnelles vénitiennes, à plume, encre brune et à l'aquarelle grise connus sous le nom de « Solennité Dogale » et qui furent gravés entre 1766 et 1768, à eau-forte et à burin, par Giambattista Brustolon, qui se révéla un interprète raffiné du visionisme vénitien du XVIIIe siècle. Ces gravures furent ensuite transformées en peintures par Francesco Guardi. Les « Solennité Dogale » célébraient l'élection, en 1763, du doge Alvise IV Mocenigo (1763-1778).
Parmi cette série de gravures des fêtes vénitiennes, réalisées par Brustolon: Le doge remercie le Conseil Majeur, Couronnement du Doge, Mariage de la Mer, Fête de la Salute, Le doge de Venise assiste aux fêtes du jeudi gras sur la Piazzetta, Le doge offre à déjeuner aux ambassadeurs, Le doge sur la place San Marco donne de l'argent au peuple, Procession du Corpus Domini, Le doge sur le Bucintoro et Départ du Bucintoro pour san Nicolò du Lido le jour de l'Ascension.

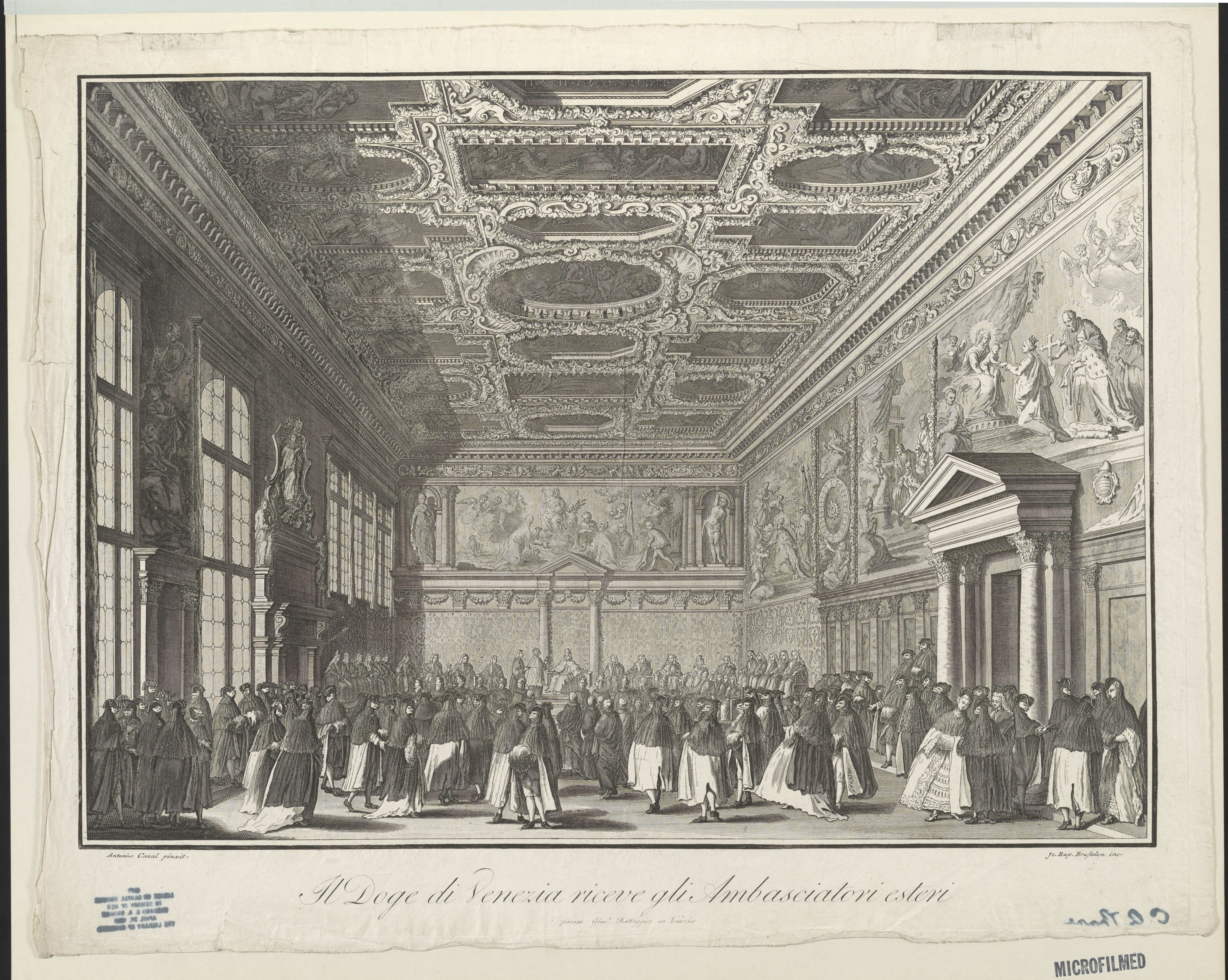
Le doge offre à déjeuner aux ambassadeurs, gravure (Library of Congress)

Au Musée Correr sont présentes toutes les douze gravures de Brustolon, mais ce musée ne possède que dix des douze plaques gravées par Brustolon.
Ces plaques furent réimprimées, parce que le « privilège » avait expiré: vers 1791 parut l'édition avec les titres en français.

### Les portraits
Giambattista Brustolon a gravé des portraits, dont celui de l'écrivain Elisabetta Caminer Turraet Michele Maria Capece Galeota (près 1757).
Il réalisa à gravure d'autres portraits, utilisés comme faux-titre de publications vénitiennes, dont ceux du pape Benoît XIV, de Voltaire, des architectes Vincenzo Scamozzi et Andrea Palladio, du cardinal et saint Grégoire Barbarigo (sur le dessein de Pierre Antonio Novelli). Il a gravé en outre quelques marques éditoriales en taille-douce, pour frontispice. De 1752 à 1756 il fit la décoration pour la nouvelle édition vénitienne des Rime de Petrarque, six gravures pour chaque tome, en plus du faux-titre.
Il a tiré des gravures depuis un album d'aquarelles, des peintures et des dessins de Canaletto; il a gravé les Vues de Rome, dont la Vue de la place Saint-Jean en Laterano avec l'obélisque au premier plan, le Mausolée de Caius Sextius à Porta Ostiense, l'Arc de Janus à San Giorgio in Velabro, Basilique Vaticane et Castel Sant'Angelo et le Temple de Saturne à Campo Vaccino. Deux éditions sortirent, l'une avec des titres en français. Une large sélection de ces gravures romaines se trouve à Milan, dans la Collection Bertarelli, au Castello Sforzesco.
Des gravures de Brustolon se trouvent également au Museo Civico de Belluno, aux Gallerie dell'Accademia de Venise, à la Bibliothèque nationale centrale de Florence, à la Biblioteca Marucelliana, à la Bibliothèque nationale de France et à Rome à l'Istituto Nazionale per la Grafica.
Son fils Giandomenico Brustolon a été prêtre et écrivain.